# ニック・アンダーソン (野球)
ニック・ポール・アンダーソン（Nick Paul Anderson, 1990年7月5日 - ）は、アメリカ合衆国ミネソタ州クロウウィング郡クロスビー出身のプロ野球選手（投手）。右投右打。MLBのコロラド・ロッキーズ所属。

## 経歴

### プロ入りと独立リーグ時代
2012年のMLBドラフト32巡目（全体995位）でミルウォーキー・ブルワーズから指名されたが、契約せずに独立リーグであるロックフォード・リバーホークス入りした。同リーグでは2015年までプレーした。

### ツインズ傘下時代

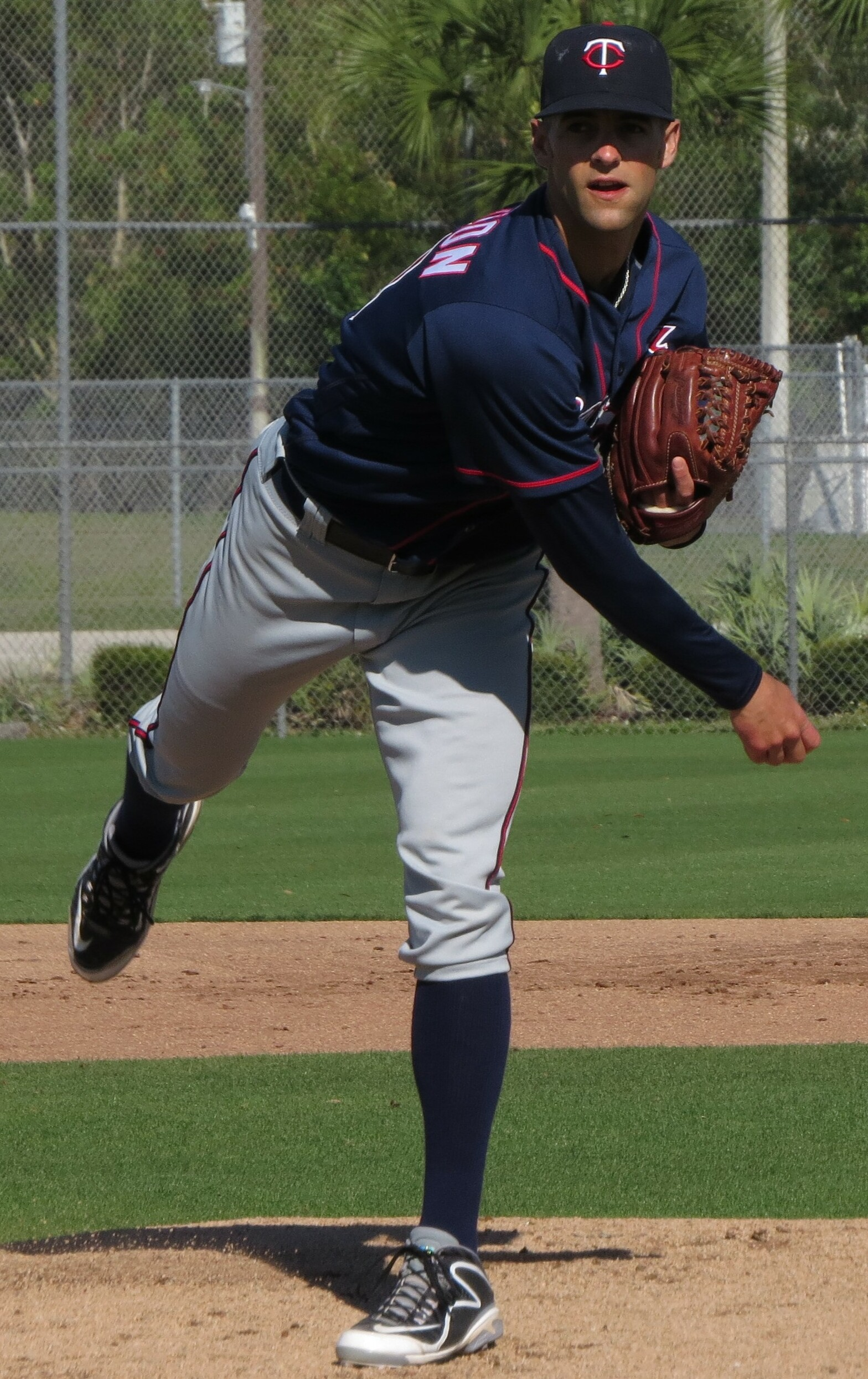
ミネソタ・ツインズ時代
(2016年3月20日)

2015年8月、ミネソタ・ツインズと契約した。契約後は傘下のA級シーダーラピッズ・カーネルズでプレーし、9試合に登板して0勝1敗4セーブ、防御率0.75、12奪三振を記録した。
2016年はA級シーダーラピッズとA+級フォートマイヤーズ・ミラクルでプレーし、2球団合計で42試合に登板して4勝3敗13セーブ、防御率2.65、75奪三振を記録した。
2017年はA+級フォートマイヤーズとAA級チャタヌーガ・ルックアウツでプレーし、2球団合計で44試合に登板して4勝1敗11セーブ、防御率4.32、60奪三振を記録した。
2018年はAAA級ロチェスター・レッドウイングスでプレーし、39試合（先発4試合）に登板して8勝2敗4セーブ、防御率3.30、88奪三振を記録した。

### マーリンズ時代
2018年11月20日にブライアン・スケールズとのトレードで、マイアミ・マーリンズへ移籍した。同日中にルール・ファイブ・ドラフトでの流出を防ぐために40人枠入りした。
2019年は開幕メジャー入りし、3月28日のコロラド・ロッキーズとのシーズン開幕戦でメジャーデビューした。

### レイズ時代
2019年7月31日にライン・スタネック、ヘスス・サンチェスとのトレードで、トレバー・リチャーズと共にタンパベイ・レイズへ移籍した。この年は2球団合計で68試合に登板して5勝2敗1セーブ16ホールド、防御率3.32、110奪三振、K/BB 6.1の好成績を記録した。5月の防御率9.31（10自責点）以外は安定し、勝ち試合に多く起用された。
2020年は、19登板で16.1回を投げ、2勝1敗で防御率0.55、6セーブだった。
チームは球団史上2度目となるワールドシリーズ進出を果たした。ロサンゼルス・ドジャースとのワールドシリーズでは敗退して優勝できなかったが、アンダーソン自身は7登板連続で無失点を記録し、MLB記録を更新した。
オフの12月9日に自身初めてオールMLBチームのファーストチーム中継ぎ投手の1人として選出された。
2021年3月25日に、肘の靭帯の部分断裂で少なくともオールスター休みまで欠場することが球団から発表された。26日に60日間の故障者リストに入った。
2022年11月10日にマイナー契約となり、そのまま自由契約となった。

### ブレーブス時代
2022年11月12日にアトランタ・ブレーブスと無保証のスプリット契約を結んだ。ロースターに残りメジャーで登板した場合は87万5000ドル、マイナーに降格した場合は18万ドルが年俸として支払われる。その後、抑えのライセル・イグレシアスが開幕を負傷者リストで迎えることが決まったため、アンダーソンは開幕ロースターに選出された。
このシーズンは35試合に登板し、防御率3.06を記録したが、7月13日に右肩の張りで60日間ILに入ると、これ以降の登板はなかった。

### ロイヤルズ時代
2023年11月17日に金銭トレードでカンザスシティ・ロイヤルズへ移籍したが、2024年6月14日にハンター・ハービーの獲得に伴ってDFAとなり、18日に自由契約となった。

### ドジャース傘下時代
2024年7月22日にロサンゼルス・ドジャースとマイナー契約を結び、8月10日にAAA級オクラホマシティ・ベースボールクラブに配属された。ここではメジャーに昇格することは無く、同月27日に自由契約となった。

### オリオールズ傘下時代
2024年8月29日にボルチモア・オリオールズとマイナー契約を結び、同日中にAAA級ノーフォーク・タイズに配属された。ここでもメジャーに昇格する機会は一度も無く、オフの11月4日にFAとなった。

### カージナルス傘下時代
2025年2月8日にセントルイス・カージナルスとマイナー契約を結び、同年のスプリングトレーニングには招待選手として参加した（その日のうちにAAA級メンフィス・レッドバーズに配属）。しかし、開幕前の3月24日に自らオプトアウト権を行使して自由契約となった。

### ロッキーズ時代
2025年5月30日にコロラド・ロッキーズとマイナー契約を結んだ。7月25日にアクティブロースター入りした。

## 投球スタイル
最速98.7mph（約158.8km/h）を計測するフォーシームとカーブを投げ込む。

## 詳細情報

### 年度別投手成績
| 年 度    | 球 団    | 登 板 | 先 発 | 完 投 | 完 封 | 無 四 球 | 勝 利 | 敗 戦 | セ 丨 ブ | ホ 丨 ル ド | 勝 率 | 打 者 | 投 球 回 | 被 安 打 | 被 本 塁 打 | 与 四 球 | 敬 遠 | 与 死 球 | 奪 三 振 | 暴 投 | ボ 丨 ク | 失 点 | 自 責 点 | 防 御 率 | W H I P |
| -------- | -------- | ----- | ----- | ----- | ----- | -------- | ----- | ----- | -------- | ----------- | ----- | ----- | -------- | -------- | ----------- | -------- | ----- | -------- | -------- | ----- | -------- | ----- | -------- | -------- | ------- |
| 2019     | MIA      | 45    | 0     | 0     | 0     | 0        | 2     | 4     | 0        | 7           | .333  | 186   | 43.2     | 40       | 5           | 16       | 3     | 1        | 69       | 2     | 0        | 19    | 19       | 3.92     | 1.28    |
| 2019     | TB       | 23    | 0     | 0     | 0     | 0        | 3     | 0     | 0        | 9           | 1.000 | 78    | 21.1     | 12       | 3           | 2        | 1     | 1        | 41       | 2     | 0        | 5     | 5        | 2.11     | 0.66    |
| '19計    | TB       | 68    | 0     | 0     | 0     | 0        | 5     | 4     | 1        | 16          | .556  | 264   | 65.0     | 52       | 8           | 18       | 4     | 2        | 110      | 4     | 0        | 24    | 24       | 3.32     | 1.08    |
| 2020     | TB       | 19    | 0     | 0     | 0     | 0        | 2     | 1     | 6        | 6           | .667  | 58    | 16.1     | 5        | 1           | 3        | 0     | 0        | 26       | 0     | 0        | 2     | 1        | 0.55     | 0.49    |
| 2021     | TB       | 6     | 0     | 0     | 0     | 0        | 0     | 1     | 1        | 0           | .000  | 24    | 6.0      | 4        | 2           | 2        | 0     | 0        | 1        | 0     | 0        | 3     | 3        | 4.50     | 1.00    |
| 2023     | ATL      | 35    | 0     | 0     | 0     | 0        | 4     | 0     | 1        | 15          | 1.000 | 141   | 35.1     | 30       | 3           | 9        | 0     | 0        | 36       | 1     | 0        | 14    | 12       | 3.06     | 1.10    |
| 2024     | KC       | 37    | 0     | 0     | 0     | 0        | 3     | 1     | 1        | 2           | .750  | 153   | 35.2     | 35       | 6           | 15       | 1     | 1        | 29       | 1     | 0        | 17    | 16       | 4.04     | 1.40    |
| MLB：5年 | MLB：5年 | 165   | 0     | 0     | 0     | 0        | 14    | 7     | 10       | 39          | .667  | 640   | 158.1    | 126      | 20          | 47       | 5     | 3        | 202      | 6     | 0        | 60    | 56       | 3.18     | 1.09    |

- 2024年度シーズン終了時

### ポストシーズン投手成績
| 年 度     | 球 団     | シ リ ｜ ズ | 登 板 | 先 発 | 勝 利 | 敗 戦 | セ ｜ ブ | 打 者 | 投 球 回 | 被 安 打 | 被 本 塁 打 | 与 四 球 | 敬 遠 | 与 死 球 | 奪 三 振 | 暴 投 | ボ ｜ ク | 失 点 | 自 責 点 | 防 御 率 |
| --------- | --------- | ----------- | ----- | ----- | ----- | ----- | -------- | ----- | -------- | -------- | ----------- | -------- | ----- | -------- | -------- | ----- | -------- | ----- | -------- | -------- |
| 2019      | TB        | ALWC        | 1     | 0     | 0     | 0     | 0        | 5     | 1.1      | 1        | 0           | 0        | 0     | 0        | 4        | 0     | 0        | 0     | 0        | 0.00     |
| 2019      | TB        | ALDS        | 3     | 0     | 0     | 0     | 0        | 16    | 4.1      | 4        | 0           | 0        | 0     | 0        | 4        | 1     | 0        | 1     | 1        | 2.08     |
| 2020      | TB        | ALWC        | 2     | 0     | 0     | 0     | 0        | 10    | 2.2      | 2        | 0           | 0        | 0     | 0        | 0        | 0     | 0        | 1     | 1        | 3.38     |
| 2020      | TB        | ALDS        | 2     | 0     | 0     | 0     | 0        | 15    | 4.2      | 2        | 1           | 0        | 0     | 0        | 6        | 0     | 0        | 1     | 1        | 1.93     |
| 2020      | TB        | ALCS        | 3     | 0     | 0     | 1     | 1        | 21    | 4.1      | 7        | 1           | 3        | 0     | 0        | 0        | 0     | 0        | 4     | 4        | 8.31     |
| 2020      | TB        | WS          | 3     | 0     | 1     | 1     | 0        | 15    | 3.0      | 5        | 1           | 1        | 1     | 0        | 3        | 1     | 0        | 3     | 3        | 9.00     |
| 出場：2回 | 出場：2回 | 出場：2回   | 14    | 0     | 1     | 2     | 1        | 82    | 20.1     | 21       | 3           | 4        | 1     | 0        | 17       | 2     | 0        | 10    | 10       | 4.43     |

- 2024年度シーズン終了時

### 年度別守備成績
| 年 度 | 球 団 | 投手（P） | 投手（P） | 投手（P） | 投手（P） | 投手（P） | 投手（P） |
| 年 度 | 球 団 | 試 合     | 刺 殺     | 補 殺     | 失 策     | 併 殺     | 守 備 率  |
| ----- | ----- | --------- | --------- | --------- | --------- | --------- | --------- |
| 2019  | MIA   | 45        | 2         | 4         | 1         | 0         | .857      |
| 2019  | TB    | 23        | 0         | 0         | 0         | 0         | ----      |
| '19計 | TB    | 68        | 2         | 4         | 1         | 0         | .857      |
| 2020  | TB    | 19        | 1         | 0         | 0         | 0         | 1.000     |
| 2021  | TB    | 6         | 0         | 0         | 1         | 0         | .000      |
| 2023  | ATL   | 35        | 2         | 0         | 0         | 0         | 1.000     |
| 2024  | KC    | 37        | 1         | 3         | 0         | 0         | 1.000     |
| MLB   | MLB   | 165       | 6         | 7         | 2         | 0         | .867      |

- 2024年度シーズン終了時

### 表彰
- オールMLBチーム[24]
  - ファーストチーム中継ぎ投手：1回（2020年）
- en:Topps All-Star Rookie Team：2019年（救援投手部門）

### 背番号
- 70（2019年 - 2021年）
- 61（2023年、2025年 - ）
- 63（2024年）